# Richdale (Minnesota)
Richdale ist ein gemeindefreies Gebiet (Unincorporated Community) im Otter Tail County in Minnesota, Vereinigte Staaten.
Richdale wurde 1899 gegründet und nach Watson Wellman Rich, einem Eisenbahningenieur, benannt. Nördlich von Richdale liegt der Big Pine Lake. Nachbarorte sind Perham (9,6 km nordwestlich) und New York Mills (8,8 km südöstlich).
Zu erreichen ist das Gebiet über den vierspurigen U.S. Highway 10.